# Oost-Jeruzalem

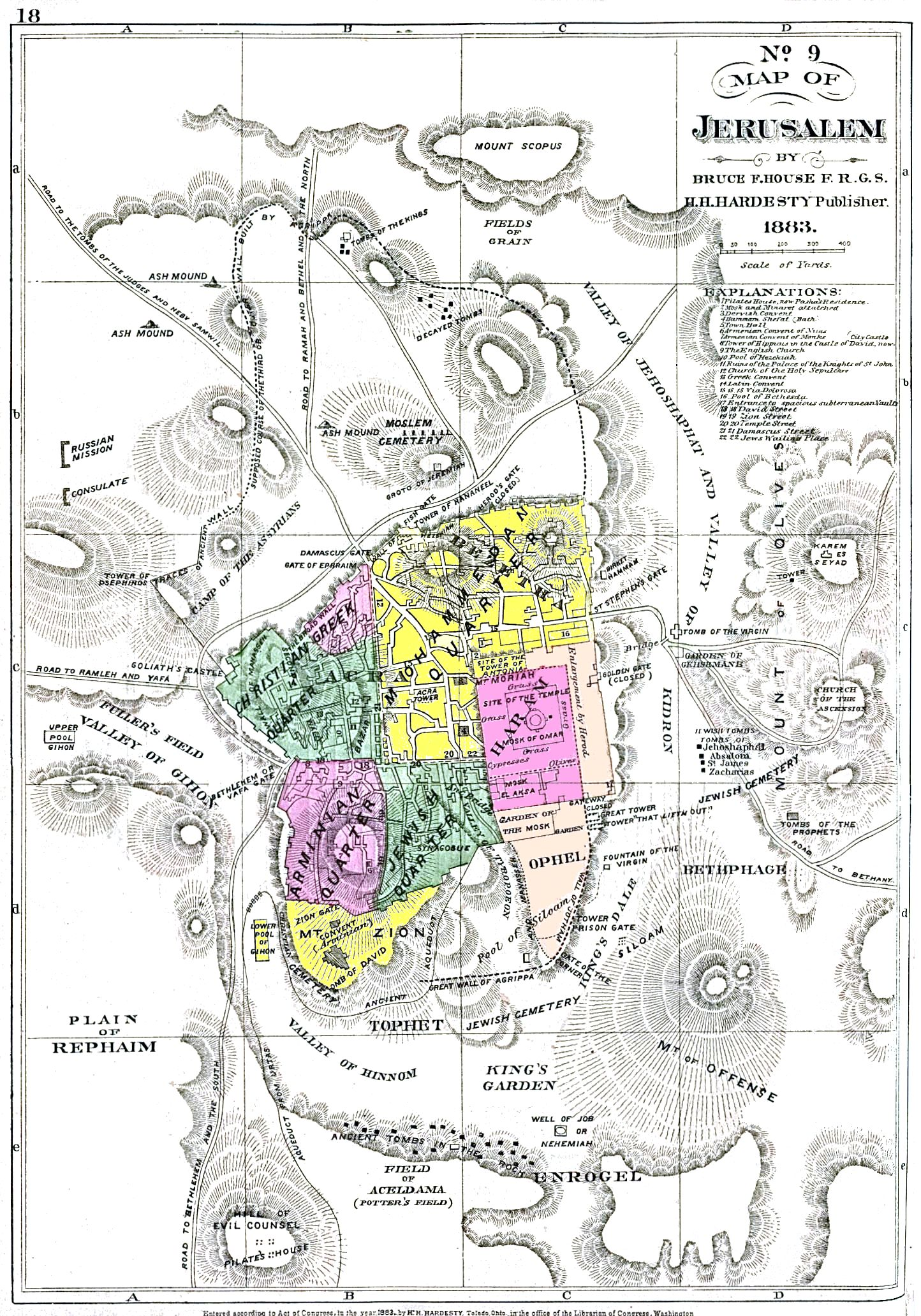
Een kaart uit 1883 van de Oude Stad met de vier wijken

Oost-Jeruzalem, (Arabisch: القدس الشرقية, Hebreeuws: מזרח ירושלים), bestaat uit de Oude Stad Jeruzalem (Arabisch: Al-Quds) samen met de ten oosten ervan gelegen  Palestijnse wijken en dorpen, gelegen op de Westelijke Jordaanoever van Palestina. De Oude Stad bestond oorspronkelijk uit vijf, maar sinds 1967 nog uit vier etno-religieuze wijken: de islamitische, de Joodse, de christelijke en de Armeense wijk. Binnen de muren van de Oude Stad bevinden zich onder meer de Tempelberg met daarop de Al-Aqsamoskee en de Rotskoepel, de Klaagmuur en de Heilig Grafkerk.
Oost-Jeruzalem ligt in het Palestijnse Gouvernement Jeruzalem, dat 30 lokaliteiten omvat.
Volgens het VN-verdelingsplan voor Palestina van de Verenigde Naties zou geheel Jeruzalem onder internationaal bestuur komen. Echter, in mei 1948 werd in het Mandaatgebied Palestina eenzijdig de staat Israël uitgeroepen. Het gebied en de wijken ten westen van de Oude Stad Jeruzalem, West-Jeruzalem, werden vervolgens door Israël veroverd. Daarmee werd dat westelijk deel afgesplitst van wat vervolgens Oost-Jeruzalem zou worden genoemd: namelijk de Oude Stad Jeruzalem met zijn wijken rondom. In de Zesdaagse Oorlog van 1967, veroverde en bezette Israël de Westelijke Jordaanoever van Palestina inclusief de Oude Stad Oost-Jeruzalem. Vervolgens annexeerde Israël Oost-Jeruzalem met zijn omliggende Palestijnse wijken, voegde deze onder Israëlisch gemeentelijk bestuur bij West-Jeruzalem en riep dit tezamen in 1980 bij wet uit tot hoofdstad van Israël. 
De Veiligheidsraad van de Verenigde Naties veroordeelde met resolutie 478 zowel de annexatie van Oost-Jeruzalem als het tot hoofdstad van Israël uitroepen van de stad. Israël heeft sindsdien het grondgebied van de gemeente Jeruzalem verder uitgebreid op bezet gebied met Palestijnse wijken en dorpen die voorheen buiten Jeruzalem lagen, alsmede de op Palestijns grondgebied gebouwde Israëlische nederzettingen, die volgens internationaal recht illegaal zijn en door de Verenigde Naties niet erkend worden.

## Status

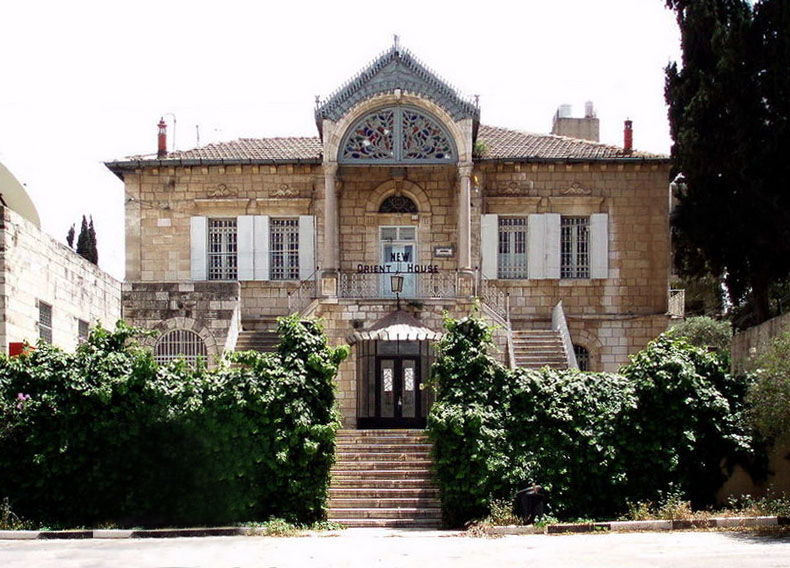
Het Orient House in Jerusalem

De status van Jeruzalem is sinds 1948 omstreden:
De Oude stad Jeruzalem, gelegen in de regio Palestina maakte na de Eerste Wereldoorlog vanaf 1922 deel uit van het Mandaatgebied Palestina. In het Verdelingsplan van de Verenigde Naties van 1947 voor het Mandaatgebied werd aan Jeruzalem als geheel een aparte internationale status Corpus Separatum toegekend onder bestuur van de Verenigde Naties.
Israël, dat in de Arabisch-Israëlische Oorlog van 1948 West-Jeruzalem al had veroverd, veroverde met de Zesdaagse Oorlog in 1967 nog de Westelijke Jordaanoever en de Oude Stad (Oost-)Jeruzalem op Jordanië en bezette dat gebied. Vervolgens annexeerde Israël Oost-Jeruzalem dat sinds 1948 door een muur en een hek van West-Jeruzalem was gescheiden. In 1980 werd door de Israëlische Knesset de Jeruzalemwet aangenomen, die stelde dat "Jeruzalem de eeuwige en ondeelbare hoofdstad van Israël is". Zowel de annexatie als de Jeruzalemwet zijn door de Veiligheidsraad van de Verenigde Naties veroordeeld en verworpen als een schending van het volkenrecht, onder andere in de resoluties 476 en 478, ten aanzien van de status van Jeruzalem.
De Palestijnse Autoriteit eist Oost-Jeruzalem op als hoofdstad van een onafhankelijke Palestijnse Staat, zoals in de Oslo-akkoorden van 1993 in het vooruitzicht was gesteld, maar niet gerealiseerd is. 
Het Oriënt House van de Palestijnse Bevrijdingsorganisatie (PLO) had hier diplomatieke, economische en sociale functies, en werd gezien als zetel van een toekomstige regering van de Palestijnse staat. Maar, nadat in november 1988 de PLO de onafhankelijke Staat Palestina had uitgeroepen, viel Israël het Oriënt Huis binnen en sloot het af. In oktober 1992 werd het heropend als officieel politiek en diplomatiek adres in Jeruzalem, en speelde een rol in het Israëlisch-Palestijns vredesproces. In 2001, tijdens de tweede Intifada, sloot Israël het Huis na een inval opnieuw af waarbij onder andere alle computers met bestanden en data in beslag werden genomen evenals vertrouwelijke informatie over Jeruzalem die bestemd was voor onderhandelingen met de Israëlische regering.

## Voorgeschiedenis
In 1948 hadden de zionistische Joodse leiders de staat Israël uitgeroepen. In de daaropvolgende oorlog, veroverde Israël een groot deel van het mandaatgebied Palestina en West-Jeruzalem, en werden de Westelijke Jordaanoever en Oost-Jeruzalem door Transjordanië veroverd. Tussen koning Abdoellah I en het Jewish Agency was daarvóór een geheime overeenkomst gesloten over de verdeling van het Britse Mandaatgebied. Het Jordaanse leger, onder leiding van de Britse commandant John Bagot Glubb, kon vrijwel ongehinderd de Westelijke Jordaanoever bezetten. 
Jeruzalem was felomstreden, aangezien er zich zowel joodse als christelijke als islamitische heilige plaatsen bevinden. Tijdens deze oorlog slaagde geen van beide partijen erin Jeruzalem in zijn geheel te veroveren. Oost-Jeruzalem bleef in Jordaanse handen. Volgens Israël werden de bewoners van de Joodse wijk verdreven, werden hun huizen onbewoonbaar gemaakt en werden van de 35 synagogen er 34 verwoest. Na deze oorlog annexeerde Transjordanië de Westelijke Jordaanoever en Oost-Jeruzalem, reden waarom het zijn naam veranderde in Jordanië. Deze annexatie werd erkend door Pakistan, Irak en Groot-Brittannië. De Arabische Liga erkende de annexatie niet.

## Bezetting door Israël sinds 1967

### Annexatie en bouw van nederzettingen

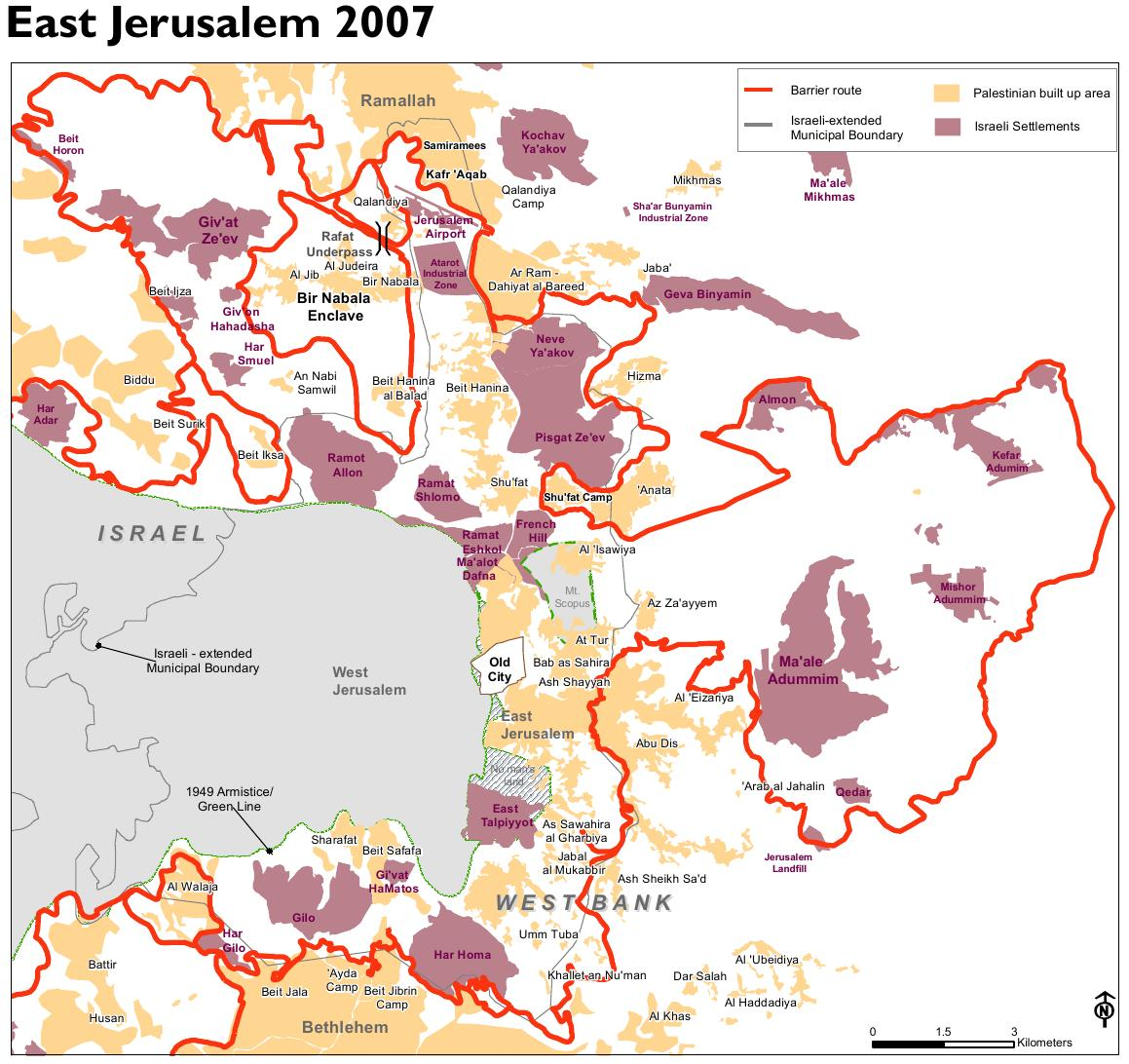
Westoeverbarrière in Jeruzalem, geplande route

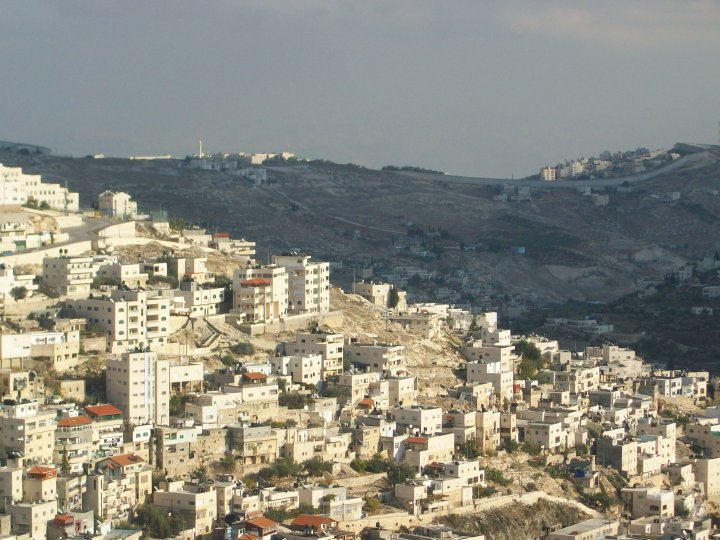
Oost-Jeruzalem (2008) met de Israëlische Westoeverbarrière op de achtergrond

Met de Zesdaagse Oorlog van juni 1967 werden de Westelijke Jordaanoever en Oost-Jeruzalem door Israël op Jordanië veroverd en bezet. Kort na deze oorlog annexeerde Israël Oost-Jeruzalem plus enkele tientallen Arabische/Palestijnse dorpen in de omgeving. De oude stad, de Jordaanse gemeente Jeruzalem ("Al-Quds"), die 6 km² groot was en de omliggende Palestijnse dorpen werden door Israël bestuurlijk samengevoegd met het al in 1949 door Israël geannexeerde West-Jeruzalem, dat 38 km² omvatte, en uitgebreid met Israëlische nederzettingen. Met deze annexatie omvatte de nieuwe Israëlische gemeente Jeruzalem een oppervlakte van 108 km². De Joodse wijk werd gerestaureerd en de oude Marokkaanse wijk (Harat al-Maghariba) van 135 woningen werd drie dagen na de verovering van de Oude Stad gesloopt om plaats te maken voor een groot plein voor de Klaagmuur. Hierbij werd ook een oude moskee verwoest. Het beheer van de Tempelberg bleef in handen van de Jordaanse Waqf, een islamitische religieuze instelling.

### Bouw van de Afscheidingsmuur
In 2002 begon Israël met de bouw van de Israëlische Afscheidingslinie. Een groot deel van de stad en omgeving werd daardoor afgesloten en vrijwel ontoegankelijk gemaakt voor de Palestijnse bevolking van de Westelijke Jordaanoever. Palestijnse dorpen en grond werden erdoor van elkaar geïsoleerd. Israël stelde dat de bouw noodzakelijk was om terreuraanslagen te voorkomen, dat het een tijdelijke constructie is en niet bedoeld om Palestijnse gebieden te annexeren. Een rapport over de bezette Palestijnse gebieden in 2004 van de Rapporteur van de Verenigde Naties van de Mensenrechten Commissie wijst echter anders uit. Door middel van de Barrière:
- worden kolonisten ingelijfd bij Israël,
- wordt Palestijns grondgebied in beslag genomen,
- worden Palestijnen aangemoedigd hun land en huizen te verlaten door hen het leven onmogelijk te maken.
Palestijnen worden door de Israëlische muur belemmerd in economisch en religieus opzicht, voorzieningen als gezondheidszorg en onderwijs zijn moeilijk toegankelijk en voor de inwoners van Oost-Jeruzalem gelden allerlei restricties.

## Israëls Masterplan voor Jeruzalem 1988-2019

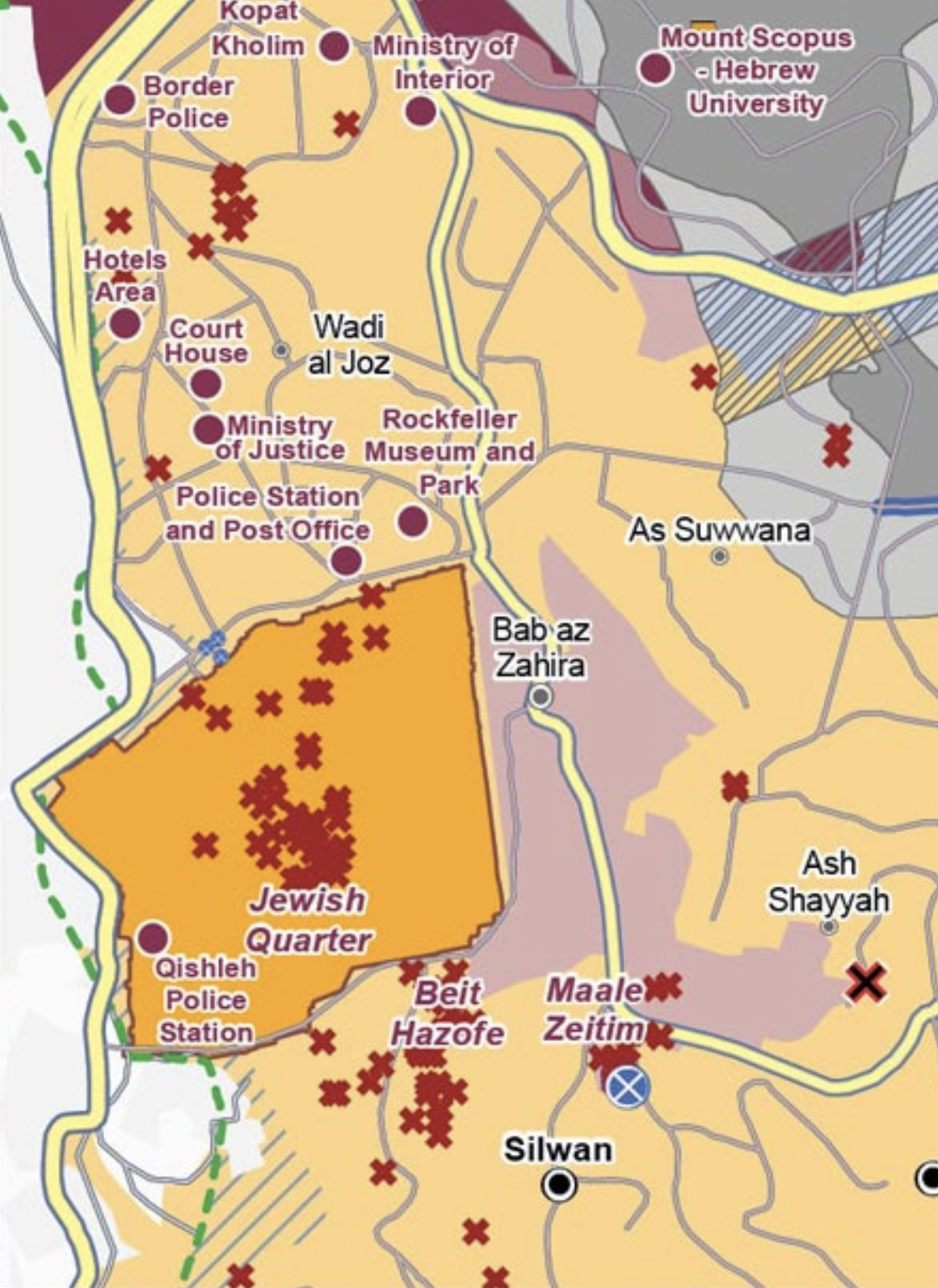
UN-kaart van de ring van Israëlische nederzettingen binnen en rond Jeruzalem.(rode kruizen met clusters in de Oude Stad, en Beit Hazofe ('Stad van David')) (2018)

Israël betrekt sindsdien Oost-Jeruzalem, de buiten de Israëlische Gemeente Jeruzalem gelegen wijken en Israëlische nederzettingen-blokken, zoals Ma'ale Adumim, bij zijn plannen voor een "Groter Jeruzalem" (Greater Jeruzalem) 1998-2019. 
Daarin wordt de bouw van nieuwe woningen voorzien op een schaal die een verdere scheiding tussen Oost-Jeruzalem en de rest van de Westelijke Jordaanoever tot gevolg heeft. In de Israëlische nederzetting Givat HaMatos, tussen Oost-Jeruzalem en het Palestijnse Bethlehem, wordt de bouw van ruim 2600 woningen voorzien. Volgens een gemeentelijke commissie zal de helft van de woningen worden toegewezen aan Joodse inwoners en de andere helft aan Arabische inwoners, volgens anderen zal slechts ongeveer een derde voor Arabische inwoners bestemd zijn. Financieel krijgt Israël steun van onder meer private buitenlandse Joodse donoren en organisaties, zoals Ateret Cohanin, Elad en het Joods Nationaal Fonds (JNF). Veel bestaande Palestijnse huizen in de geannexeerde wijken en dorpen rond Jeruzalem worden gesloopt. Israël voert daarvoor aan dat ze illegaal gebouwd zijn omdat er door de Israëlische autoriteiten geen bouwvergunningen voor zijn verstrekt

### Huisuitzettingen en sloop
Sinds de inlijving bij de Israëlische gemeente Jeruzalem worden de Palestijnse wijken, zoals de oude wijk Al-Issawiya, belemmerd om te groeien. Huizen worden gesloopt omdat ze volgens de gemeente illegaal zijn. Wanneer inwoners proberen dat te verhinderen, komen ze in aanraking met de militaire politie, waarbij conflicten uitbreken. Door overmatig gebruik van traangas is volgens de Association for Civil Rights in Israel (ACRI) een baby om het leven gekomen.
In Oost-Jeruzalem is, in tegenstelling tot West-Jeruzalem, een groot tekort aan scholen, ondanks toezeggingen door burgemeester Nir Barkat. Een rapport vermeldt dat 20.000 kinderen tussen de 6 en 18 jaar in geen enkele gemeentelijke lijst waren geregistreerd. Vanwege het ernstige tekort aan klaslokalen gingen in augustus 2012 meer dan 3000 studenten van de wijk Isawiya in staking.
Al vanaf de Israëlische bezetting en de annexatie van Oost-Jeruzalem en omgeving worden Palestijnse inwoners regelmatig uit hun huizen gezet, worden Palestijnse huizen voor Israëlische Joodse kolonisten geconfisqueerd of gesloopt. Dit vindt hoofdzakelijk plaats in de Oude Stad van Jeruzalem, maar wordt uitgebreid over de omliggende Palestijnse wijken en dorpen. Dit zijn de Palestijnse wijken en dorpjes die door Israël in 1967 zijn geannexeerd en vervolgens onder bestuur van zijn gemeente Jeruzalem zijn gebracht; waaronder Sheikh Jarrah, Silwan,, Beit Safafa, Ras Al-'Amud, Jabal al–Mukaber, Sur Baher en At-Tur. Aan Palestijnen in die wijken worden geen bouwvergunningen verstrekt.
In 2014 werd door de Israëlische gemeente Jeruzalem een nationaal park gepland op grondgebied van de inwoners van de wijken At-Tur en Al-Isawiya. Ook de toegangswegen tot Al-Isawiya werden geblokkeerd. De toegangsweg naar Jeruzalem was al sinds de Tweede Intifada geblokkeerd wat door de inwoners als collectieve straf wordt beschouwd. In 2021 werd door de inwoners een petitie ingediend bij het Hooggerechtshof van Israël om de weg te heropenen.
Half oktober 2016 werden de Al-Aqsamoskee en de Bab al-Rahmeh begraafplaats van meer dan 1400 jaar oud, een van de belangrijkste historische islamitische begraafplaatsen van Jeruzalem, door UNESCO als een Islamitische heilige plaats erkend. Meteen daarna schortte Israël zijn banden met UNESCO op wegens 'ontkenning van de Joodse geschiedenis'. 
In november 2016 meldde het hoofd van het 'Comité voor het behoud van Islamitische begraafplaatsen in Jeruzalem' dat personeel van de zogenaamde 'Israëlische Natuur Autoriteit', beschermd door een groot aantal militairen, de begraafplaats in Oost-Jeruzalem bestormde en acht moslimgraven verwoestte om daar een nationaal park voor Israëlische Joden te maken met de claim dat het land aan hen behoort. In september 2015 waren al delen van de begraafplaats door Israël geconfisceerd.
Tussen 2004 en 2019 dwongen de Israëlische autoriteiten en de Israëlische gemeente Jeruzalem zo'n 3000 Palestijnse bewoners hun huizen te verlaten. Onder hen waren ruim 1500 kinderen. De huizen werden daarna verwoest.
In januari 2019 werden scholen van de UNRWA in Oost-Jeruzalem door Israël ontruimd met de bedoeling die te vervangen voor gemeentelijke scholen met een curriculum verzorgd door het Israëlische Ministerie van Onderwijs.
Europese afgevaardigden in Jeruzalem en Ramallah veroordeelden de huisuitzetting van een Palestijnse familie ten bate van Israëlische kolonisten, wat illegaal is onder internationaal recht. Deze politiek wordt door middel van Israëlische wetgeving ondersteund en met hulp van Joodse organisaties uitgevoerd. Palestijnen die protesteren worden beschuldigd van 'illegale' activiteiten. 
De Palestijnse gouverneur van Jeruzalem Adnan Ghaith, die verscheidene keren was gearresteerd, werd ook nu gearresteerd en ondervraagd vanwege het feit dat hij grond- en huizenverkoop aan Joden wilde voorkomen.
Sinds begin 2019 was er een grote toename van Palestijnse inwoners die hun huizen of delen ervan eigenhandig sloopten omdat ze waren gebouwd zonder vergunning van de Israëlische autoriteiten. Zij waren hiertoe gedwongen aangezien ze duizenden dollars boete zouden moeten betalen als de gemeente Jeruzalem de sloop zou uitvoeren. In de wijk Wadi Yasul in Silwan waren reeds een groot aantal huizen verwoest en de bewoners, onder wie veel kinderen, met geweld verdreven. Verdere verwoestingen dreigden, evenals in de overige Palestijnse wijken van Oost-Jeruzalem.
Rapporten in 2019 van onder meer het Bureau voor de Coördinatie van Humanitaire Zaken (OCHA) van de Verenigde Naties, B'Tselem en ICADH wijzen op een ernstige toename van huisuitzettingen van Palestijnse bewoners, families en kinderen.. 
In een rapport van de Verenigde Naties over de bezette Palestijnse gebieden (OCHAOPT) werd aangetoond dat er in de eerste maanden van 2019 een record aantal Palestijnen uit hun woningen verdreven waren, meer dan in geheel 2018.  
De Coördinator Humanitaire zaken van de V.N. riep Israël op hiermee onmiddellijk te stoppen en internationaal recht te respecteren.
In de nacht van 21-22 juli 2019 begon de Israëlische krijgsmacht met de sloop van huizen in Wadi al-Humus, in de Palestijnse wijk Sur Baher  Volgens Gilad Erdan, de Israëlische minister van Openbare Veiligheid, waren deze illegaal en lagen ze te dicht bij de Israëlische Westoeverbarrière die in 2005 binnen Sur Baher was opgetrokken. Het betreffende deel van Sur Baher ligt ten oosten van die barrière en sinds 1993 in het A-gebied van de Oslo-akkoorden dat onder het gezag van de Palestijnse Autoriteit valt die ook de bouwvergunningen voor de woningen had verstrekt.
Functionarissen van de Verenigde Naties hadden Israël daarvóór reeds gewaarschuwd om te stoppen met zijn plannen om huizen in Sur Baher te verwoesten. Deze sloopactie van Israël oogstte behalve kritiek van de Verenigde Naties, ook kritiek van de Europese Unie en verscheidene afzonderlijke landen. De Israëlische mensenrechtenorganisatie tegen huisverwoesting ICAHD schreef hierover: ”The continuation of this policy undermines the viability of the two-state solution and the prospect for a lasting peace.”
Confrontaties tussen de Israëlische militaire politie en de inwoners van Isawiya waren sinds maart 2019 heviger geworden en er waren vele arrestaties verricht. In augustus 2019 werd Isawiya volledig door de militaire politie bezet.
De Israëlische politie zette "een ontdekking van wapens bij inwoners thuis" als voorbeeld in scène, waarna het suggestief op TV werd uitgezonden in een reality-serie over het district Jeruzalem. Dat gebeurde door misleiding van de betreffende bewoner.
Door de Israëlische nederzettingengroep Amana worden in de Palestijnse wijken worden - meest met vervalste documenten - huizen van Palestijnse families onteigend en opgekocht.
In Isawiya nam vanaf januari 2020 de interventie en het geweld van de Israëlische politie toe, ook tegen schoolkinderen en studenten ondanks afspraken dat zij met rust gelaten zouden worden. 
EU-diplomaten ging daarop op 13 januari 2020 naar Isawiya voor onderzoek naar de feiten.

## Internationale reacties
De bouwplannen in en rond Oost-Jeruzalem roepen zowel binnen als buiten Israël veel kritiek op:
- Volgens de Israëlische vredesbeweging "Vrede Nu" is deze bouw verwoestend voor de tweestatenoplossing, aangezien de potentiële Palestijnse staat erdoor in tweeën gedeeld wordt.[61]
- Het Amerikaanse Ministerie van Buitenlandse Zaken gaf als commentaar dat dit plan "de sfeer vergiftigt en Israël vervreemdt van zijn hechtste bondgenoten". President Obama noemde de plannen een "provocatie" en "schadelijk".[61]
- De Franse Minister van Buitenlandse Zaken Fabius verklaarde dat de aankondiging een directe bedreiging is voor de tweestatenoplossing.[22]
- De Palestijnse woordvoerster Hanan Ashrawi verklaarde "Deze daden zenden een duidelijke boodschap aan de wereld (...) dat Israël meer geïnteresseerd is in diefstal van grond dan in vrede".[21]

Wegens de gespannen situatie zijn er restricties van toepassing op de inwoners van Oost-Jeruzalem om zich vrij te bewegen.
De Verenigde Naties hebben zowel de annexatie van Oost-Jeruzalem als de bouwactiviteiten door Israël in Oost-Jeruzalem herhaaldelijk veroordeeld. Diverse VN-organisaties hebben hierover gerapporteerd.
Het Internationaal Gerechtshof heeft op 9 juli 2004 de uitspraak gedaan dat de bouw van de Afscheidingslinie een schending van het internationaal recht is. Het Hof concludeerde dat deze muur afgebroken moest worden en dat er schadevergoeding moest worden betaald aan de benadeelde Palestijnen.
Internationale NGO's en de Europese Unie veroordelen de uitzettings- en gedwongen verplaatsingspolitiek van Israël en roepen Israël op ermee te stoppen.
In april 2019 vond het hoogste aantal verwoestingen plaats sinds de registratie ervan door de VN. Zo'n 550 bewoners in Oost-Jeruzalem, waarvan een kwart Palestijnse vluchtelingen, werden met verdrijving en verwoesting van hun huizen bedreigd; er waren reeds 111 gebouwen verwoest. Functionarissen van de Verenigde Naties riepen Israël op om hier onmiddellijk mee te stoppen en respect te tonen voor internationaal recht.

## Vredesonderhandelingen
Oost-Jeruzalem is een heet hangijzer in de onderhandelingen tussen Israël en de Palestijnen. In 1993 kwamen beide partijen tot een akkoord (de Oslo-akkoorden) over zelfbestuur van de Palestijnse Autoriteit op de Westelijke Jordaanoever en in de Gazastrook. De kwestie Jeruzalem werd vijf jaar vooruitgeschoven voor de eindonderhandelingen.
In 2000 werden, onder leiding van de toenmalige Amerikaanse president Bill Clinton, in Camp David vredesbesprekingen gevoerd tussen de Israëlische premier Ehud Barak en de Palestijnse president Yasser Arafat. Deze liepen onder andere op Oost-Jeruzalem stuk. Barak wilde Oost-Jeruzalem verdelen, maar voor Arafat kon daar geen sprake van zijn, omdat hij Oost-Jeruzalem als geheel wilde houden.
Zowel aan Israëlische als aan Palestijnse zijde zijn er velen die van een splitsing van Oost-Jeruzalem niet willen weten en dit stadsdeel helemaal in handen van het eigen land willen houden, respectievelijk in handen van het eigen toekomstige land willen krijgen. In 2001 werd in Taba wederom over Jeruzalem onderhandeld, waarbij met name over de status van de Tempelberg geen overeenstemming kon worden bereikt. Ook in 2007, bij de vredesconferentie in Annapolis, werd over de kwestie Jeruzalem geen overeenstemming bereikt.

## Bevolkingssamenstelling
(De tabellen gaan uit van een samenstelling naar religie).

### Oost-Jeruzalem
Oost-Jeruzalem had in 1967 een grote Palestijnse/Arabische bevolkingsmeerderheid, voordat het op 28 juni 1967 werd toegevoegd aan de Israëlische gemeente Jeruzalem. Na de annexatie van Oost-Jeruzalem op 28 juni 1967 is in Oost-Jeruzalem het aantal Joodse inwoners ten opzichte van Palestijnse inwoners drastisch gestegen; het percentage moslims nam tussen 2007 en 2012 gestaag toe.
| Jaar | Joden   | Moslims | Christenen en anderen | Totaal niet-Joden | Totale bevolking | Bron                                    |
| ---- | ------- | ------- | --------------------- | ----------------- | ---------------- | --------------------------------------- |
| 1967 | 0       |         |                       | 71.000            | 71.000           | The Politics of Jerusalem Since 1967    |
| 1973 | 51.000  |         |                       | 88.100            | 139.100          | The Politics of Jerusalem Since 1967    |
| 1985 | 70.000  |         |                       | 130.000           | 200.000          | The Politics of Jerusalem Since 1967    |
| 1993 | 152.000 |         |                       | 155.000           | 307.000          | The Politics of Jerusalem Since 1967    |
| 2007 | 182.527 | 243.263 | 17.936                | 261.209           | 443.802          | Jerusalem Institute for Israel Studies. |
| 2012 | 193.200 | 286.520 | 17.870                | 304.390           | 497.640          | Jerusalem Institute for Israel Studies. |
| 2013 | 197,250 | 293,950 | 18,180                | 312,130           | 509,440          | Jerusalem Institute for Israel Studies. |
| 2014 | 201,170 | 301,600 | 18,990                | 320,590           | 521,890          | Jerusalem Institute for Israel Studies. |

### Jeruzalem
Vanaf het begin van het Britse mandaat was de bevolkingssamenstelling van de stad Jeruzalem als volgt:
| Jaar | Joden   | Moslims | Christenen en anderen | Totaal niet-Joden | Totale bevolking | Bron                                                                |
| ---- | ------- | ------- | --------------------- | ----------------- | ---------------- | ------------------------------------------------------------------- |
| 1922 | 33.971  | 13.413  | 15.194                | 28.607            | 62.578           | UNSCOP (1946) A survey of Palestine                                 |
| 1944 | 97.000  | 30.630  | 29.450                | 60.080            | 157.080          | UNSCOP (1946) A survey of Palestine                                 |
| 1967 | 195.700 | 54.963  | 12.644                | 67.607            | 263.307          | Harrel, M. (1974) The Jewish presence in Jerusalem through the Ages |
| 2007 | 476.104 | 247.754 | 23.763                | 271.517           | 747.621          | Jerusalem Institute for Israel Studies                              |
| 2012 | 502.830 | 288.170 | 24.220                | 313.390           | 815.310          | Jerusalem Institute for Israel Studies                              |
| 2013 | 509,610 | 295,540 | 24,640                | 320,180           | 829,860          | Jeruzalem Institute for Israel Studies                              |
| 2014 | 520,710 | 303,420 | 15,460                | 318,880           | 849,780          | Jeruzalem Institute for Israel Studies                              |

## Natuur
De muren van Jeruzalem en de hoge gebouwen worden gezien als belangrijke schuilplekken voor vogels. Daarom is een deel van Oost-Jeruzalem door BirdLife International aangewezen als Important Bird Area. Het gebied is belangrijk voor de bedreigde kleine torenvalk en er zijn ongeveer 80 jongen geregistreerd. Deze vogels nestelen zich jaarlijks in de lente in de muren van Jeruzalem en de muren van de oude gebouwen; met op zijn dieet muizen, insecten en reptielen. Ooievaars vliegen ook boven Oost-Jeruzalem, vooral boven het gebied rond de Olijfberg.